# Чікушіно

Чікушіно́ (яп. 筑紫野市, ちくしのし, МФА: [t͡ɕikuɕi̥no ɕi̥]?) — місто в Японії, в префектурі Фукуока.     Отримало статус міста 1972 року. Площа становить 87,78 км². Станом на 1 липня 2012 року населення складало 100 831  осіб, густота населення — 1150 осіб/км².     

## Історія
Чікушіно отримало статус міста 1 квітня 1972 року.